# N636 (België)
De N636 is een gewestweg in de Belgische provincie Luik. De weg verbindt de N63/E46 in Quatre-Bras bij Nandrin met de N97 en N983 in Havelange. De route heeft een lengte van ongeveer 19 kilometer.

## Plaatsen langs de N636
- Quatre-Bras bij Nandrin
- Scry
- Strée
- Limet
- Pont-de-Bonne
- Pailhe
- Havelange